# Down (együttes)
A Down egy amerikai heavy metal együttes, mely 1991-ben alakult New Orleansban. A csapatot olyan ismert együttesek tagjai alkotják, mint a Pantera, a Corrosion of Conformity, a Crowbar, az Eyehategod és a Kingdom Of Sorrow. A zenészek egyéb elfoglaltságai miatt időnként pihentetett projekt eddig három nagylemezt jelentetett meg.

## Történet

### Megalakulás és aNOLA
A Downt 1991-ben alapította az akkoriban a Panterában zenélő énekes/dalszerző Phil Anselmo, a Corrosion of Conformityben gitározó Pepper Keenan, a Crowbarban muzsikáló Kirk Windstein (gitár) és Todd Strange (basszusgitár), valamint az Eyehategod dobosa, Jimmy Bower. Mivel régi jó barátok voltak, és az underground zenei életben mindannyian elismertnek számítottak, így amolyan szupergroupnak titulálták őket. A kezdeti időkben egy háromszámos demót készítettek, amelyet úgy terjesztettek, hogy anélkül adogatták a kazettákat a rajongóknak, hogy elmondták volna, ők csinálták ezt a muzsikát. A szalag végül bejárta az egész Amerikai Egyesült Államok-at, és a csapat adott is egy kis koncertet New Orleans-ban. Az Elektra Records nevű lemezkiadó egyik munkatársa felfigyelt a bulira, és miután megtudta, kik is alkotják a zenekart, leszerződtette őket.
A Down debütáló lemeze, a NOLA 1995. szeptember 19-én jelent meg, és rögvest az 55. helyen nyitott a Billboard 200 listáján, majd később platinalemez lett belőle. Az album (és az olyan nagyszerű dalok, mint a „Bury Me In Smoke”, a „Lifer”, a „Stone The Crow” vagy az „Eyes Of The South”) szinte azonnal hivatkozási alappá váltak a Black Sabbath-alapú, súlyos, southern-doom-sludge zenék hívei körében, és mind a mai napig ezt tartják a gárda legjobb munkájának.

### A Bustle In Your Hedgerow…ésOver The Under
1999-ben, amikor a Down éppen szünetet tartott, a basszer Todd Strange (alias Sexy T.) úgy döntött, hogy felhagy a zenéléssel, így távozott a zenekarból. Helyére a szintén a Pantera sorait erősítő Rex Brown került, aki azóta is a csapat tagja. A zenekar visszatérésére 2002-ben került sor, amikor is új anyagot rögzítettek II – a bustle in your hedgerow… címmel (mely egyértelmű utalás a Led Zeppelin „Stairway to Heaven” dalára). A felvételek 28 napon át zajlottak egy elhagyatott pajtában berendezett stúdióban, a producer Warren Riker irányítása mellett. Az album végül 2002. március 26-án jelent meg (rajta olyan remek nótákkal, mint a „Ghosts Along The Mississippi”, a „Beautifully Depressed”, a „New Orleans Is A Dying Whore” és a „Landing On The Mountains Of Meggido”), de nem övezte akkora felhajtás, mint a debütálást (bár még így is a 44. helyen nyitott a Billboardon). A zenekar meg is turnéztatta a lemezt az Ozzfest meghívott vendégeként, majd ismét pihenőre vonult.
Az ismételt visszatérésre 2006-ig kellett várni, mikor a Down leszerződött a Warner Bros. Recordshoz. A zenekar ezek után nekifogott harmadik lemezének, a III – Over The Under-nek a megírásához, melynek szövegei az elmúlt évek eseményei (a Pantera feloszlása, a Pantera gitárosának, Dimebag Darrell-nek halála, a Katrina hurrikán tombolása New Orleans-ban és környékén, Phil Anselmo drogfüggősége és visszatérése hátműtétje után) alapján íródtak. A 2007. szeptember 25-én megjelenő anyag a 26. helyen nyitott a Billboard listán, és ezúttal a pozitív kritikák sem maradtak el (melyet meg is érdemeltek az olyan szerzemények, mint az „N.O.D.”, az „On March The Saints”, a „Never Try” és a „Nothing In Return (Walk Away)”). A csapat ezek után komoly, világkörüli turnézásba kezdett (játszottak a Metallica vendégeként is), melynek nagyjából az utóbbi hónapokban lett vége. Magyarországon mindezidáig nem léptek fel, habár 2008 nyarára leszerveztek nekik egy budapesti koncertet, amely azonban a szervezők hibájából végül meghiúsult. 2009 nyarán a Down ismét Európában turnézik, június 23-án nálunk is felléptek a Voivod támogatásával.

### ADown IVés a jövő

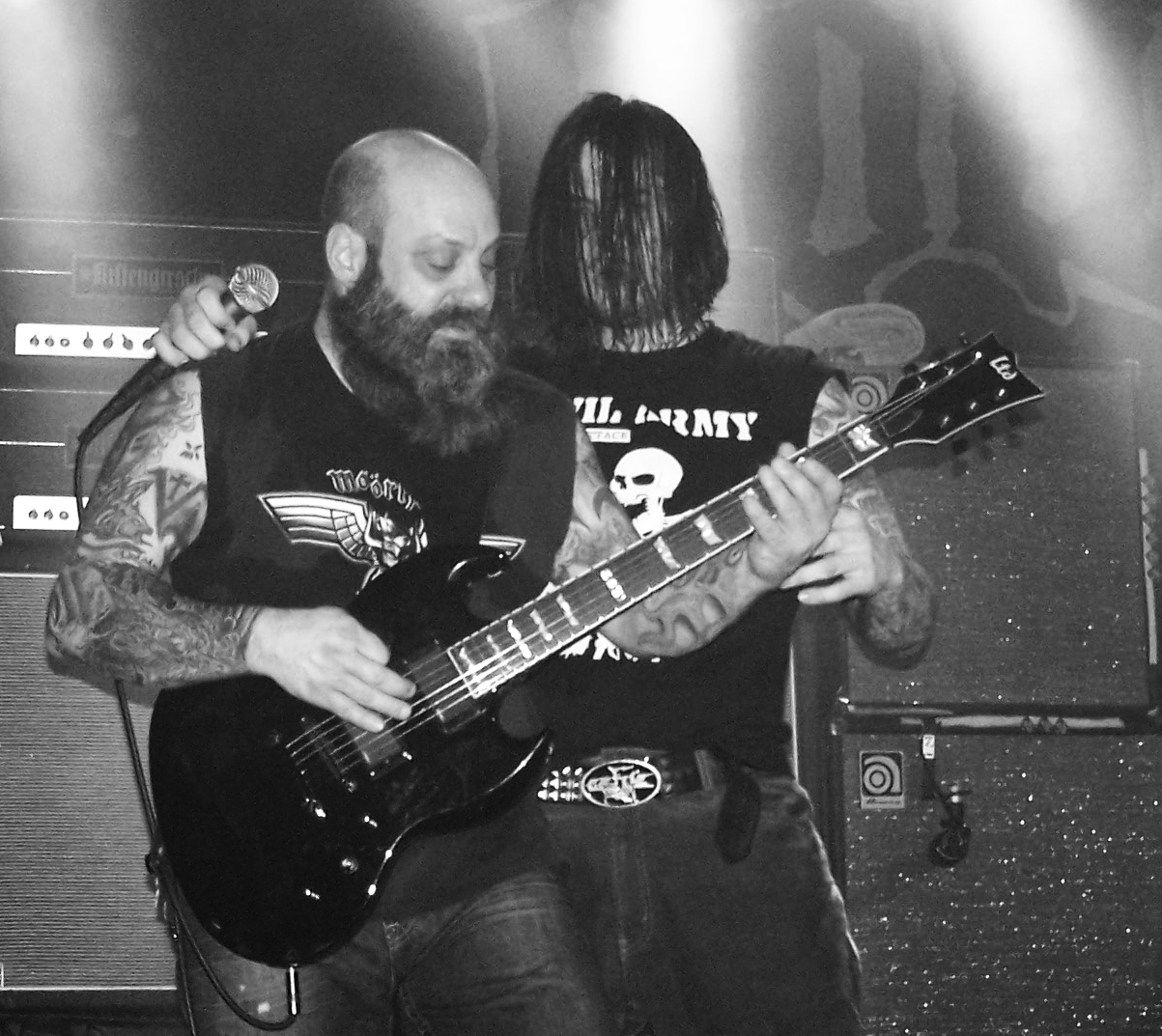
Kirk és Phil egy 2008-as prágai fellépésen.

A metalunderground.com-on 2008. július 8-án röppent fel a hír, hogy a Down új lemezt kiadását tervezi 2009-ben. Bár még keveset lehet tudni az anyagról, a zenekar a turnék végeztével fog nekiállni, hogy megírja a dalokat. A csapat emellett egy koncert-DVD kiadását is tervezi, melyhez Európában rögzítették fellépéseiket.
Phil Anselmo 2008. július 24-én bejelentette a zenekar myspace-blogján, hogy „valóban lesz új album”, illetve „már elég új anyagot rögzítettünk” (minimum 6 új dalt), mely mellé az Over The Under készültekor lemaradt szerzeményeket fogják hozzácsatolni. Anselmo azt is hozzátette, hogy „valószínűleg egy EP-t fogunk készíteni, ami érdekes meglepetésekkel szolgál majd.”
2008 novemberében a basszer Rex Brown úgy nyilatkozott a billboard.com-nak, hogy „megvannak az eddigi ötletek, és beállásoknál szoktunk játszani új témákat. Remélhetőleg ősszel majd stúdióba vonulunk, és összeütünk valamit.”

## Diszkográfia

### Albumok
- NOLA (1995)
- Down II: A Bustle in Your Hedgerow (2002)
- Down III: Over the Under (2007)
- Diary of a Mad Band (koncert, 2010)
- Down IV – Part I (EP, 2012)
- Down IV – Part II (EP, 2014)

### Kislemezek
| Év   | Album                               | Cím                            | Videóklip |
| ---- | ----------------------------------- | ------------------------------ | --------- |
| 1995 | NOLA                                | "Lifer"                        | Nem       |
| 1995 | NOLA                                | "Stone the Crow"               | Igen      |
| 1995 | NOLA                                | "Temptations Wings"            | Igen      |
| 1996 | NOLA                                | "Bury Me in Smoke"             | Nem       |
| 2002 | Down II: a bustle in your hedgerow… | "Beautifully Depressed"        | Nem       |
| 2002 | Down II: a bustle in your hedgerow… | "Ghosts Along the Mississippi" | Igen      |
| 2007 | Down III: Over the Under            | "On March the Saints"          | Igen      |
| 2007 | Down III: Over the Under            | "I Scream"                     | Nem       |
| 2008 | Down III: Over the Under            | "Mourn"                        | Nem       |

## A zenekar tagjai
- Phil Anselmo (ex-Pantera, Superjoint Ritual, Arson Anthem, ex-Necrophagia, Christ Inversion, Viking Crown, Eibon, Southern Isolation, Enoch, Body And Blood): ének, stúdiógitár (1991–)
- Pepper Keenan (Corrosion of Conformity, ex-Graveyard Rodeo): gitár (1991–)
- Kirk Windstein (Crowbar, Kingdom Of Sorrow, ex-Valume Nob): gitár (1991–)
- Rex Brown (Pantera, ex-Crowbar, Rebel Meets Rebel): basszusgitár (1999–)
- Jimmy Bower (Eyehategod, Superjoint Ritual, ex-Crowbar, ex-Corrosion Of Conformity): dob (1991–)

Hellfest 2013-fellépés
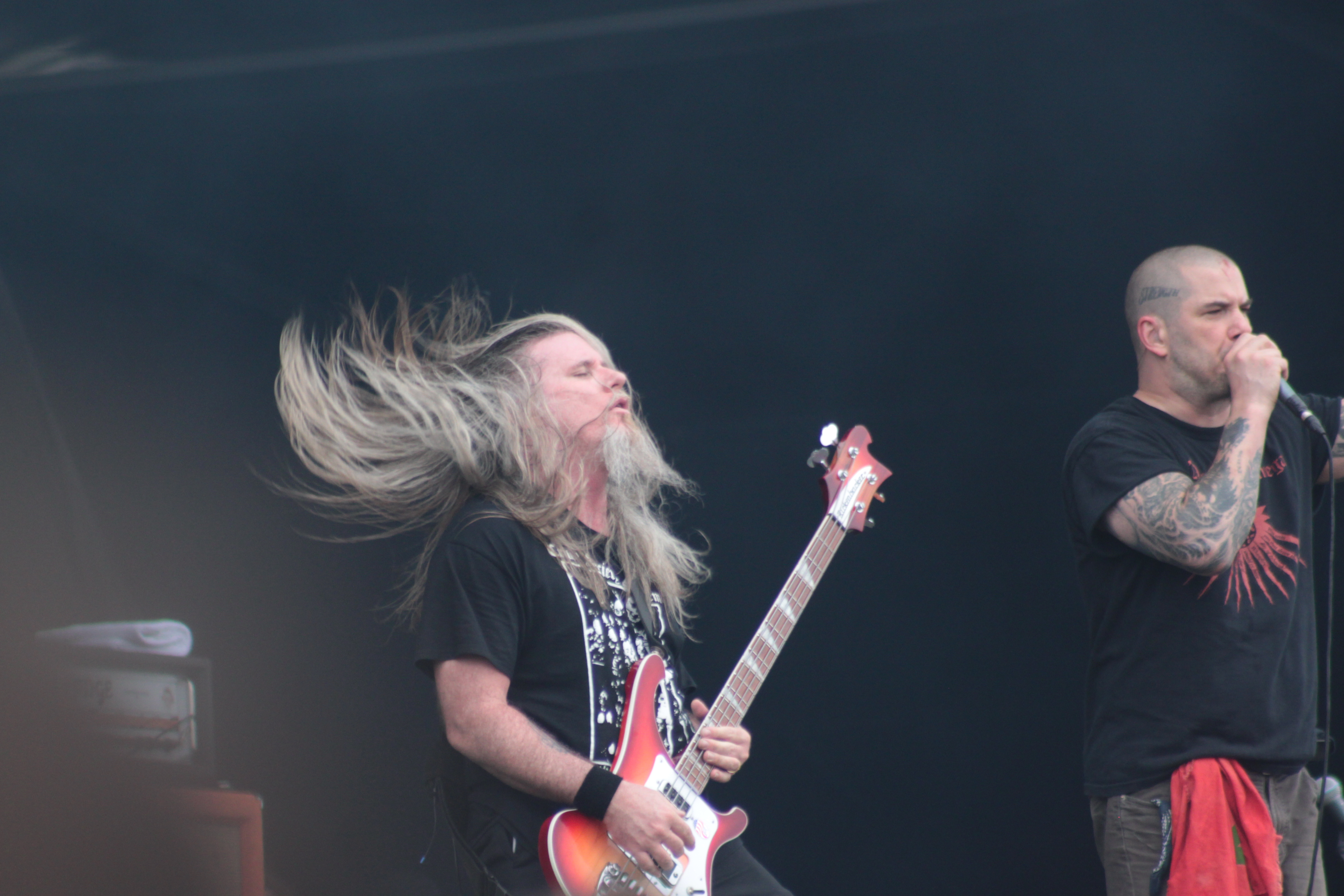
Patrick Bruders & Phil Anselmo
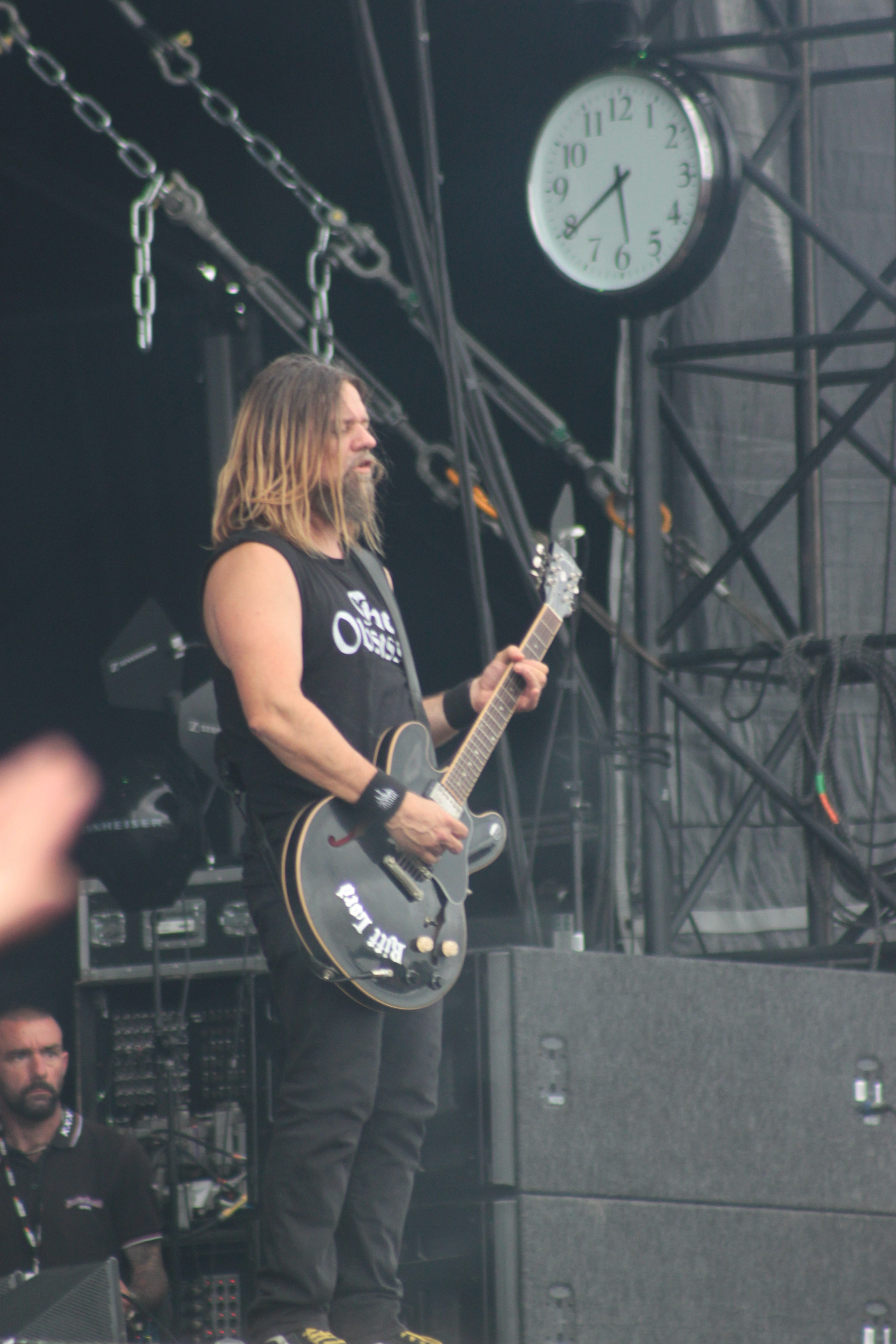
Pepper Keenan
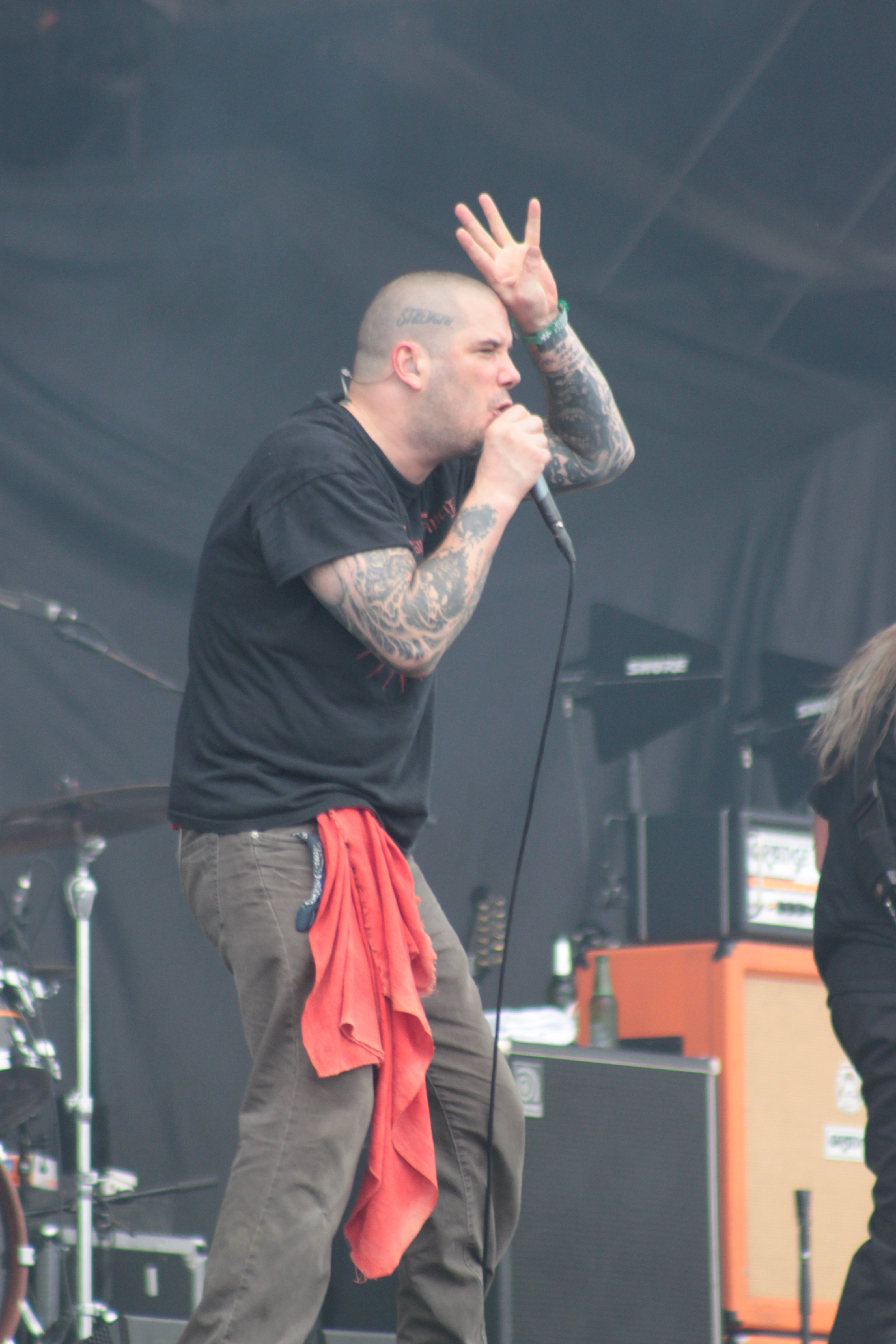
Phil Anselmo
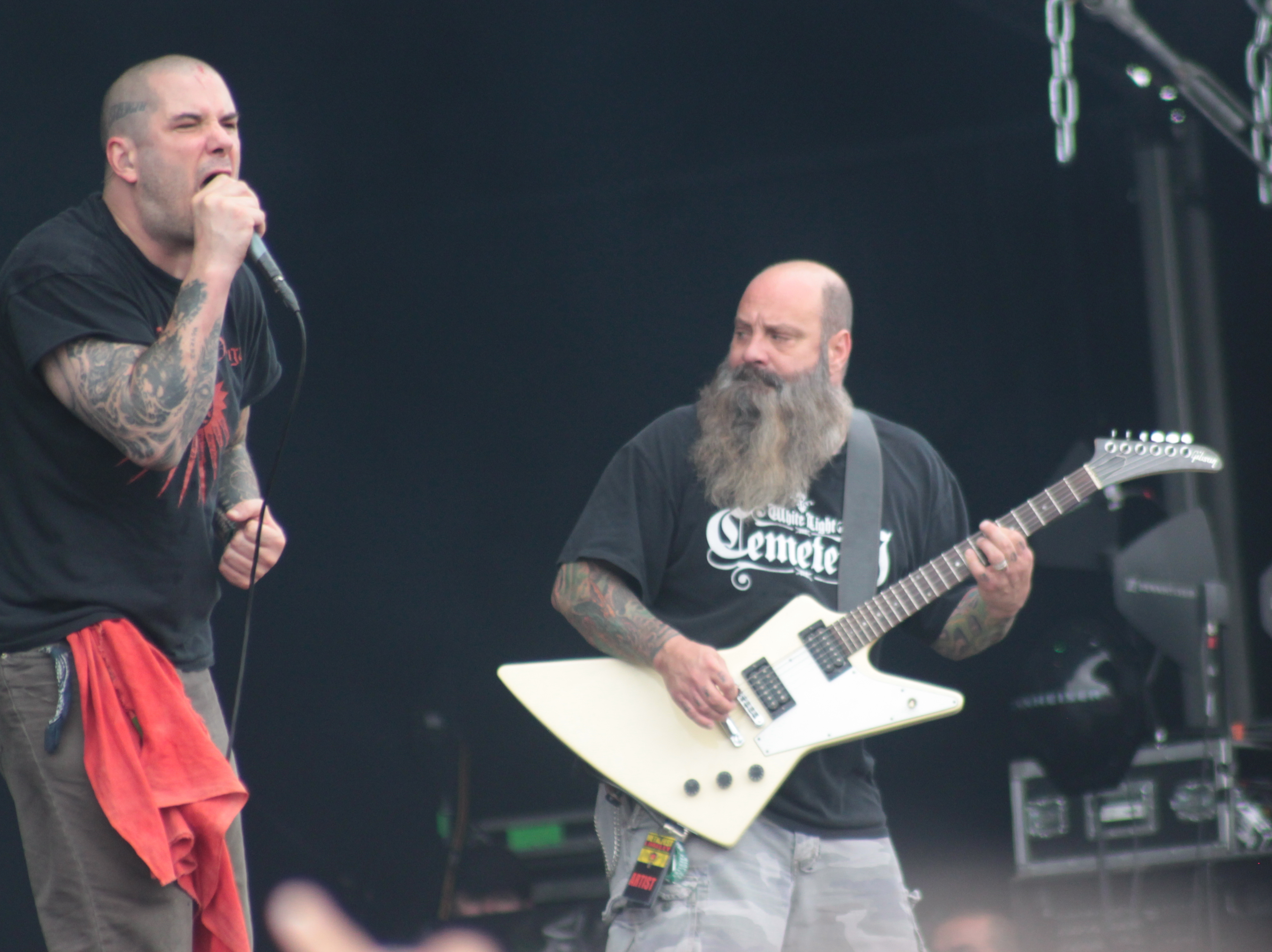
Phil Anselmo & Kirk Windstein

### Egykori tagok
- Todd Strange (Crowbar): basszusgitár (1991–1999)